# La Proiselière-et-Langle
La Proiselière-et-Langle é uma comuna francesa na região administrativa de Borgonha-Franco-Condado, no departamento de Alto Sona. Estende-se por uma área de 7,06 km². Em 2010 a comuna tinha 153 habitantes (densidade: 21,7 hab./km²).